# Willdenowia
Willdenowia is het botanische tijdschrift van Botanischer Garten und Botanisches Museum Berlin-Dahlem (BGBM). Het tijdschrift is vernoemd naar botanicus Carl Ludwig von Willdenow (1765-1812). Het verschijnt sinds 1953. De redacteur is Norbert Kilian.
Het is een peer reviewed tijdschrift  dat bestemd  is voor artikelen van de internationale botanische gemeenschap. Er worden Engelstalige onderzoeksartikelen gepubliceerd met betrekking tot plantentaxonomie, plantensystematiek, floristiek, fytogeografie (biogeografie van planten), schimmels en algen. De voorkeur wordt gegeven aan artikels met betrekking tot (plant)materiaal uit de botanische tuin en het herbarium in Berlijn. 
Er verschijnen twee delen per jaar, in zowel een papieren als een online versie. De jaargangen van 1954 tot en met 2004 zijn online in te zien via JSTOR. De elektronische edities vanaf 1996 zijn in te zien op de weblocatie van het tijdschrift.  Bepaalde onderdelen van het tijdschrift zijn open access, waaronder De Herbario Berolinensi Notulae (artikelen met betrekking tot de collecties in Berlijn) en Annual reports of the Botanic Garden and Botanical Museum Berlin-Dahlem (jaarlijkse rapporten van BGBM) die vanaf 1996 zijn verschenen.